# 10051 Albee
10051 Albee este un asteroid care intersectează orbita planetei Marte.

## Descriere
10051 Albee este un asteroid care intersectează orbita planetei Marte. El prezintă o orbită caracterizată de o semiaxă mare de 2,29 ua, o excentricitate de 0,34 și o înclinație de 21,9° în raport cu ecliptica.